# Joe Fontana
Pour les articles homonymes, voir Fontana.
Joseph Frank (Joe) Fontana (né le 13 janvier 1950 à Celare en Italie) est un politicien canadien.  

## Biographie
Il a été député à la Chambre des communes du Canada, représentant la circonscription ontarienne de London-Centre-Nord à London, en Ontario, sous la bannière du Parti libéral du Canada. Il démissionne le 20 septembre 2006 afin de présenter sa candidature à la mairie de London.
En 2014, il connait des déboires avec la justice relativement à une affaire de fraude. Le 13 juin 2014, il est reconnu coupable .